# Овдієнко Микола Миколайович
Микола Миколайович Овдієнко (нар. 9 грудня 1967, с. Тополине, Конотопський район, УРСР — пом. 27 січня 1987, Афганістан) — радянський військовослужбовець, учасник афганської війни, кавалер ордена Червоної Зірки.

## Життєпис
Народився 9 грудня 1967 року в селі Тополине, Конотопського району Сумської області. Після закінчення школи працював на цегельному заводі. Восени 1985 року призваний до лав збройних сил СРСР. 16 червня 1986 року направлений в Афганістан, був розвідником-санітаром в 154-му окремому загоні 15-ї окремої бригади спеціального призначення, що дислокувалася в місті Джелалабад.
Брав участь у 40 бойових операціях. 27 січня 1987 року, прикриваючи відхід своєї групи був  убитий зі стрілецької зброї.

## Нагороди та вшанування
- Нагороджений орденом Червоної Зірки[1].
- Одна з вулиць Дубов'язівки названа на честь Миколи Овдієнка[2].